# ジョン・ハーシー
ジョン・リチャード・ハーシー（John Richard Hersey、1914年6月17日 - 1993年3月24日）は、アメリカ合衆国のジャーナリスト、小説家。原爆投下直後の広島での取材をまとめたルポ「ヒロシマ」で知られる。

## 来歴
中国・天津生まれ。父親は宣教師で、両親は現地でYMCAの活動をしていた。10歳の時にアメリカに帰国、イェール大学とケンブリッジ大学に学ぶ。1936年に卒業後、シンクレア・ルイスの秘書兼「タイム」の海外特派員となる。第二次世界大戦中、特派員として欧州やアジア各地を転々とした。
妻のフランシス・アンは学生時代にジョン・F・ケネディと交際、婚約まで考えた関係であった。1944年6月17日付けの「ザ・ニューヨーカー」に、ジョン・F・ケネディ（当時アメリカ海軍大尉）の父ジョセフ・P・ケネディの依頼でジョンの英雄譚を執筆している。
1944年、イタリアでの経験を基にした小説「アダノの鐘」を発表、1945年にピューリッツァー賞 小説部門を受賞した。
1946年、原爆投下直後の広島での取材をまとめたルポ『ヒロシマ』を「ザ・ニューヨーカー」に発表、大きな反響を得る。同年秋には書籍版も出版され、多くの言語に翻訳されるものの、日本語版に関しては原爆の影響に関する報道を厳しく禁止する占領軍ダグラス・マッカーサー元帥の意向で1949年まで発行されなかった。一方、『ヒロシマ』は、アメリカでは学校の社会科の副読本として長きに渡り広く読み続けられ、また、20世紀アメリカジャーナリズムのTOP100の第1位に選出されている。
しかし、『ヒロシマ』が記事になる数日前から、密かにノースカロライナ州の田舎町ブローイング・ロックに引きこもり、亡くなるまで『ヒロシマ』のインタビューを避け続けた。その後、1950年にフィクションのナチスドイツとワルシャワ・ゲットーを扱った戦争小説『The Wall』を発表し、ベストセラーとなり、Jewish Book Council(ユダヤ人書籍議会)や、ジャーナリストを表彰するシドニー・ヒルマン財団から賞を贈られた。

原爆投下40周年を迎えた1985年、日本を再訪し、続編である『ヒロシマその後』を執筆。再び「ザ・ニューヨーカー」誌に掲載された。
1945年から現在まで、世界を原爆から守ってきたものは何だったのだろうか。それは、抑止力、つまりある種の兵器への恐怖心ではない。記憶なのだ。広島で起きたことの記憶なのである
—『ヒロシマその後』
1993年3月24日、78歳で死去。

## 主な著作
- 「バターンの人々」(Men on Bataan, 1942年)
- 「渓谷へ」(Into the Valley, 1943年)
- 「アダノの鐘」(A Bell for Adano, 1944年) - 1945年に映画化。
- Hiroshima, 1946年
  - 『ヒロシマ』、谷本清・石川欣一・明田川融訳（法政大学出版局、1949年、増補新版2014年）
- The Wall, 1950年
  - 「壁」北川正夫、佐藤亮一訳（改造社、1950年）
- The Marmot Drive, 1953年
- 「ただ一つの石」(A Single Pebble, 1956年)
- 「戦争を愛する者」(The War Lover, 1959年) - 1963年『戦う翼』で映画化。
  - 『戦う翼』、吉良忍訳（朝日ソノラマ文庫、1988年）
- The Child Buyer, 1960年
- Here to Stay, 1963年
- White Lotus, 1965年
- Too Far To Walk, 1966年
- 『歩くには遠すぎる』、加島祥造訳（二見書房、1968年）
- Under the Eye of the Storm, 1967年
- The Algiers Motel Incident, 1968年
- Letter to the Alumni, 1970年
- The Conspiracy, 1972年
- My Petition for More Space, 1974年
  - 『もっとスペースを！』、安田均訳（早川書房、1980年）
- The Walnut Door, 1977年
- Aspects of the Presidency, 1980年
- The Call, 1985年
- Blues, 1987年
- Life Sketches, 1989年
- Fling and Other Stories, 1990年
- Antonietta, 1991年
  - 『アントニエッタ、愛の響き』、北代美和子訳（白水社、1993年）
- Key West Tales, 1994年

## 伝記
- レスリー・ブルーム『ヒロシマを暴いた男』、高山祥子訳（集英社、2021年）